# メイク・マイン・ミュージック
『メイク・マイン・ミュージック』（原題：Make Mine Music）は、1946年4月20日公開のウォルト・ディズニー・プロダクション製作のアニメーション映画。カラー、スタンダード。上映時間は75分。
（世界各国の公開年については、シンプル英語版ウィキペディアの「Make Mine Music」も参照）

## 楽曲
10の独立したミュージカル・ファンタジーからなるオムニバス映画で、個々で短編として扱われる事も多い。
『谷間のあらそい（The Martins and the Coys）』（歌：キングスメン）
カントリー風バラード。谷間を挟んで仲の悪いマーチン一家とコーイ一家が決闘する。ところが最後に生き残った両家の息子と娘が恋に落ちてしまう。
『青いさざなみ（Blue bayou）』（歌：ケン・ダービー合唱団）
音のあるポエム。月明かりが降る青いさざなみの中で、2匹のサギが飛び交う。
映像のオリジナルは『ファンタジア』の未使用テイクである「月の光」（後にオリジナルの形に修復され、短編として発表された）。
『みんなでジャズを！（All the Cats Join In）』（演奏：ベニー・グッドマン楽団）
VHS題『みんなでジャズを！』、レーザーディスク題『みんなジャズがお好き』。
アメリカの若者達のダンスパーティの様子を、スイングジャズに乗せて鉛筆が次々に描いていく。
『あなたなしでは（Without You）』（歌：アンディ・ラッセル）
雨降りの憂鬱な窓に、絵具を溶かしたような夕焼けや星空が次々に浮かぶ。
『猛打者ケイシー（Casey at the Bat）』（歌・ジェリー・コロナ他）
ミュージカル風実況中継。試合は最終回、一打逆転のチャンスに打順は地元マドヴィルのヒーロー、ケイシー。球場は騒然。
原作は、架空の球団を舞台にした、アメリカでは有名なポエム「ケイシー打席に立つ」。
『ふたつのシルエット（Two Silhouettes）』（歌：ダイナ・ショア　ダンサー：タニア・リアブシンスカ、デビッド・リシネ）
天使に見守られて幻想的な風景の中で踊る、ダンサーとプリマドンナの2つの影。実写のダンサーとアニメの背景の融合作品。
『ピーターとおおかみ（Peter and the Wolf）』（作曲：セルゲイ・プロコフィエフ）
勇敢なピーター少年は、小鳥のサーシャ、あひるのソニア、猫のイワンをお供に、おおかみ退治に出かけるのだが…。
本編前に、登場人物を現す楽器と主題が一つ一つ演奏される。
『君去りし後（After You've Gone）』（演奏：ベニー・グッドマン楽団）
軽快なジャズのアドリブに乗せてクラリネットやピアノの鍵盤、ドラムその他の楽器や楽譜たちがドタバタを織り成す。
『帽子のジョニーとアリスの恋（Johnnie Fedora and Alice Bluebonnet）』（歌：アンドリュー・シスターズ）
帽子屋のショー・ウインドウで互いに一目ぼれした帽子のジョニーとアリス。しかしアリスがお客に買われてしまい、ジョニーはアリスを探す冒険に出る。
『くじらのウィリー（The Whale Who Wanted to Sing at the Met）』（歌：ネルソン・エディ）
奇跡の歌声をもつくじらのウィリーは、人間に発見され新聞の一面に載るが、オペラ歌手を飲み込んでいると誤解した興行主タッツィにつけ狙われる。ディズニーアニメでは至極珍しい悲劇。
物語に載せて「フィガロの結婚」「トリスタンとイゾルデ」などオペラの曲をウイリーが歌う。

## 販売
ビデオソフトとしては、日本ではVHSが過去にポニーおよびバンダイ・ビデオ・ネットワークから、レーザーディスクが1985年にパイオニアから発売された。アメリカではDVDが2000年に発売されたが、銃による決闘シーンが子供の鑑賞にふさわしくないとして「谷間のあらそい」はカットされている。2017年現在、日本ではブエナ・ビスタ版DVDの発売予定はなかったためパブリックドメインDVDのみで発売されているが、Disney+には入っていない。